# Эдмонсон (округ)
Э́дмонсон (англ. Edmonson County) — округ в штате Кентукки, США. Официально образован 12 января 1825 году. По состоянию на 2020 год, численность населения составляла 12 126 человек.

## География
По данным Бюро переписи США, общая площадь округа равняется 797,721 км2, из которых 784,771 км2 суша и 13,209 км2 или 1,700 % это водоёмы.

## Население
По данным переписи населения 2000 года в округе проживает 11 644 жителей в составе 4 648 домашних хозяйств и 3 462 семей. Плотность населения составляет 15,00 человек на км2. На территории округа насчитывается 6 104 жилых строений, при плотности застройки около 7,7 строений на км2. Расовый состав населения: белые — 98,39 %, афроамериканцы — 0,58 %, коренные американцы (индейцы) — 0,44 %, азиаты — 0,07 %, гавайцы — 0,00 %, представители других рас — 0,06 %, представители двух или более рас — 0,46 %. Испаноязычные составляли 0,56 % населения независимо от расы.
В составе 31,80 % из общего числа домашних хозяйств проживают дети в возрасте до 18 лет, 62,20 % домашних хозяйств представляют собой супружеские пары проживающие вместе, 8,90 % домашних хозяйств представляют собой одиноких женщин без супруга, 25,50 % домашних хозяйств не имеют отношения к семьям, 22,40 % домашних хозяйств состоят из одного человека, 9,60 % домашних хозяйств состоят из престарелых (65 лет и старше), проживающих в одиночестве. Средний размер домашнего хозяйства составляет 2,47 человека, и средний размер семьи 2,88 человека.
Возрастной состав округа: 23,60 % моложе 18 лет, 9,00 % от 18 до 24, 27,80 % от 25 до 44, 25,30 % от 45 до 64 и 25,30 % от 65 и старше. Средний возраст жителя округа 38 лет. На каждые 100 женщин приходится 0,00 мужчин. На каждые 100 женщин старше 18 лет приходится 0,00 мужчин.
Средний доход на домохозяйство в округе составлял 25 413 USD, на семью — 31 843 USD. Среднестатистический заработок мужчины был 26 770 USD против 17 158 USD для женщины. Доход на душу населения составлял 14 480 USD. Около 14,20 % семей и 18,40 % общего населения находились ниже черты бедности, в том числе — 25,50 % молодёжи (тех, кому ещё не исполнилось 18 лет) и 21,00 % тех, кому было уже больше 65 лет.